# Ключ 73
Ключ 73 (трад. и упр. 曰) — ключ Канси со значением «говорить»; один из 34, состоящих из четырёх штрихов.
В словаре Канси есть 37 символов (из 49 030), которые можно найти c этим радикалом.

## История
Древняя идеограмма «говорить» отличалась от рисунка «рот» (口) тем, что было отмечено присутствие языка во рту.
Современный иероглиф употребляется в значениях: «изрекать, гласить, зваться, называться, зовется, именуется».
Внешне иероглиф похож на знак «солнце» (日).
В качестве ключевого знака иероглиф используется редко.

Вид в Цзиньвэнь
Вид в Цзягувэнь
Вид в Цзянбо
Вид в большой печати Чжуаньшу
Вид в малой печати Чжуаньшу

В словарях находится под номером 73.

## Варианты прочтения
- кит. 曰部, пиньинь yuēbù — юэ’бу
- яп. 平日, hirabi — хираби («плоский 日»)
- кор. 가로되, garodwoe - гарудэ?, 왈, wal - ваэль?

## Примеры иероглифов
| Доп. штрихи | Иероглифы         |
| ----------- | ----------------- |
| 0           | 曰                |
| 1           | 曱                |
| 2           | 㬰 曲 曳          |
| 3           | 更 曵             |
| 4           | 曶                |
| 5           | 曷                |
| 6           | 書 曺 𣌴 𣌵 𣌶    |
| 7           | 勗 曹 曻 曼 𣌺 𣌹 |
| 8           | 最 曾 替 朁 朂    |
| 9           | 會 𣍀 𣍁 𣍂       |
| 10          | 朄 朅 𣍅          |
| 11          | 𣍊                |
| 12          | 㬱 𣍋 𣍍 朆       |
| 13          | 㬲                |
| 14          | 𣍕                |
| 15          | 𣍗                |
| 17          | 朇                |